# Carlos Trovarelli
Carlos Alberto Trovarelli O.F.M.Conv (Cinco Saltos, 22 de junho de 1962) é um sacerdote católico argentino. Desde maio 2019 é ministro-geral dos Frades Menores.

## Vida
Carlos Trovarelli ingressou na Ordem dos Frades Menores Conventuais e fez em 15 de fevereiro de 1986 a partir da profissão temporal. Ele fez sua profissão perpétua em 4 de outubro de 1990. Em 25 de março de 1995, ele recebeu o sacramento das Ordens Sagradas .
Antes de sua eleição como Ministro Geral, ele já era Ministro da Província e, mais recentemente, Assistente Geral da Federação Latino-Americana de Minoritários FALC (Federación América Latina Conventuales).
Em 25 de maio de 2019, o Capítulo Geral da Ordem dos Frades Menores Conventuais o elegeu sucessor de Marco Tasca por seis anos como Ministro Geral.
Em 8 de junho de 2025, foi confirmado para um novo mandato como ministro-geral.